# Plaque de bras Demiansk
La plaque de bras Demiansk (en allemand : Ärmelschild Demjansk) est une distinction militaire allemande du Troisième Reich, créée le 24 avril 1943, et attribuée aux soldats des troupes de la Wehrmacht durant la Seconde Guerre mondiale ayant participé à la poche de Demiansk.

## Critères d'attribution
Pour les unités de la Heer ainsi que pour les auxiliaires, pour obtenir cette distinction, il était demandé d'avoir servi dans la zone assiégée pendant 60 jours ou d'avoir reçu l'insigne des blessés : la Verwundetenabzeichen pour blessures ou victimes de gelures.
Pour les membres de la Luftwaffe, 50 missions de combat ou de ravitaillement aux assiégés étaient exigées.

## Description
La taille de l'insigne était de 51 x 92 mm. Il était frappé et produits en zinc brossé argent et plus tard en zinc. Deux variantes de l'hélice de l'avion sous les épées existent, ainsi que la forme du bouclier tantôt courbe, tantôt plus rectiligne.
L'insigne a été autorisé par Adolf Hitler et devait être porté sur le haut de la manche de l'épaule gauche de l'uniforme. Pour les vêtements civils, un modèle de format pin's a été introduit. La distinction a cessé d'être distribuée le 1er avril ou 4 juillet 1944.
Chaque bénéficiaire a eu droit à cinq exemplaires de l'insigne. En cas de décès, seul un insigne et un certificat d'admissibilité a été présenté au parent le plus proche.
Les insignes ont été attribués sous la direction du commandant de la poche de Demiansk, le General der Infanterie Walter von Brockdorff-Ahlefeldt.
Conformément à la loi de titres, ordres et médailles (Ordensgesetz) du 26 juillet 1957, le port de la distinction en République fédérale d'Allemagne a été autorisé mais sans les emblèmes nazis.

## Littérature
- Hans-Ulrich Krantz Orden und Ehrenzeichen der Bundesrepublik Deutschland, Maximilian-Verlag 1958

## Crédit
- (en) Cet article est partiellement ou en totalité issu de l’article de Wikipédia en anglais intitulé « Demyansk Shield » (voir la liste des auteurs).